# Nerf digital palmaire propre du nerf médian
Les nerfs digitaux palmaires propres du nerf médian (ou nerfs collatéraux palmaires) sont les nerfs des doigts qui innervent leur face palmaire et qui sont issus des branches terminales du nerf médian.

## Origine
Un nerf digital palmaire propre est divisé en deux nerfs digitaux palmaires propre par espace interdigital qui sont les branches terminales du nerf digital palmaire commun du nerf médian de cet espace.

## Trajet
Le premier nerf digital palmaire commun du nerf médian fournit le nerf digital palmaire propre du pouce qui parcourt sa face médiale et celui de la face latérale de l'index, le deuxième celui de la face médiale de l'index et de la face latérale du majeur et le troisième celui de la face médiale du majeur et de la face latérale de l'annulaire.
La branche musculaire récurrente du nerf médian fournit le nerf digital palmaire propre de la face latérale du pouce.
Les nerfs digitaux palmaires propres donnent une branche dorsale qui rejoint les nerfs digitaux dorsaux de la main.
Dans leur partie terminale, ils se divisent en deux branches une qui innerve la pulpe du doigt et l'autre se ramifie sous l'ongle.